# Зегерс, Герард
Герард Зегерс нидерл. Gerard Seghers, Geerard Seghers; 17 марта 1591, Антверпен — 18 марта 1651, Антверпен) — фламандский живописец и гравёр эпохи барокко. Младший брат художника Даниэля Зегерса (с разницей в возрасте в один год). Караваджист. Коллекционер и торговец произведениями искусства.

## Биография
Герард Зегерс родился в семье трактирщика Яна Зегерса и его жены Иды де Неве. Его родство с Даниэлем Зегерсом в некоторых источниках оспаривается.
В возрасте двенадцати лет он был зачислен учеником в Гильдию Святого Луки в Антверпене. Возможно, учился живописи у Абрахама Янсенса или Хендрикa ван Баленa. В 1611 году (в семнадцать лет) получил квалификацию мастера и после этого, в 1611—1621 годах, отправился в учебную поездку по Италии и Испании. Работал в Неаполе для испанского вице-короля Неаполя и посла Испании кардинала Антонио Сапата-и-Сиснероса.
В Риме он изучал произведения Караваджо, а также своих старших коллег Бартоломео Манфреди и Геррита ван Хонтхорста. После этого Зегерс длительное время работал в Испании. Вернулся на родину во Фландрию (тогда — Испанские Нидерланды) осенью 1620 года. В следующем году он помогал Рубенсу в украшении иезуитской церкви Антверпена. В 1621 году Зегерс женился на Катарине Ваутерс, происходившей из знатной семьи (Катарина скончалась в 1656 году). В семье было одиннадцать детей, один из которых, Ян Батист Зегерс (1624—1670), стал художником.
Многие монашеские ордена, в том числе иезуиты, заказывали у него запрестольные образы. Он работал на муниципальные власти Антверпена и Гента как один из многих художников, трудившихся в 1635 году над праздничным оформлением торжественного въезда Фердинанда Испанского, нового штатгальтера южных Нидерландов. Вклад Зегерса в украшения Гента был основан на проекте Рубенса. 25 июня 1637 года Зегерс был назначен придворным художником Фердинанда Испанского. Вполне возможно, что в 1640-х годах он провёл некоторое время в Амстердаме.
В 1645 году Зегерс был избран деканом антверпенской Гильдии Святого Луки. После своего возвращения в Антверпен в 1620 году Зегерс был членом риторической палаты «Violieren». Он также присоединился к Братству романистов — сообществу нидерландских художников и меценатов, проживавших и работавших в Риме, исповедовавших приоритет классического искусства Италии, главным образом римского классицизма XVI века эпохи Высокого Возрождения. Высокие должности, занимаемые многими членами Братства, предоставили ему хорошую возможность встречаться с потенциальными покровителями и заказчиками. В 1637 году Зегерса избрали деканом Братства романистов. В 1640-х годах Зегерс был зарегистрирован в Гильдии Святого Луки как торговец произведениями искусства. Когда он умер в Антверпене в 1651 году, то был богатым человеком, владевшим комфортабельным домом и обширной коллекцией произведений искусства.
У него было много учеников, в том числе его сын Ян Батист Зегерс, Питер Франшойс, Франс Лукас Петерс, Питер Вербек и Томас Виллебуртс.

## Творчество
Герард Зегерс писал алтарные картины для церквей и монастырей Фландрии, Германии, для ордена иезуитов. В произведениях бытового жанра заметно влияние Караваджо и художников его круга — караваджистов. Работы Зегерса находили покупателей за границами Нидерландов, особенно в Испании, благодаря прочным политическим связям между Испанией и Фландрией, а также личным связям Зегерса с важными испанскими меценатами, такими как кардинал Антонио Сапата-и-Сиснерос, с которыми Зегерс познакомился во время своего пребывания в Риме.
Произведения его раннего периода — «Юдифь с головой Олоферна» в Национальной галерее старинного искусства в Риме и «Отречение святого Петра» в Художественном музее Северной Каролины. Любимыми темами художника были сцены музицирования и игры в карты с эффектами «караваджистской» светотени.
Наиболее известной работой Герарда Зегерса является находящаяся в церкви Богоматери в Брюгге алтарная картина «Поклонение волхвов» (1630). На значительной части религиозных композиций художника, сказалось влияние Питера Пауля Рубенса, стиль которого отчётливо узнаваем на картинах Зегерса начиная с 1630 года. В то же время картина «Поклонение волхвов», хранящаяся в Мехико, выдержана в эстетике маньеризма.
Картины Герарда Зегерса можно увидеть в музеях и художественных галереях Амстердама, Антверпена, Вены, Парижа, Мадрида, Брюгге, Берлина, Марселя, Рима, Копенгагена, Кёльна, Лилля.

## Галерея

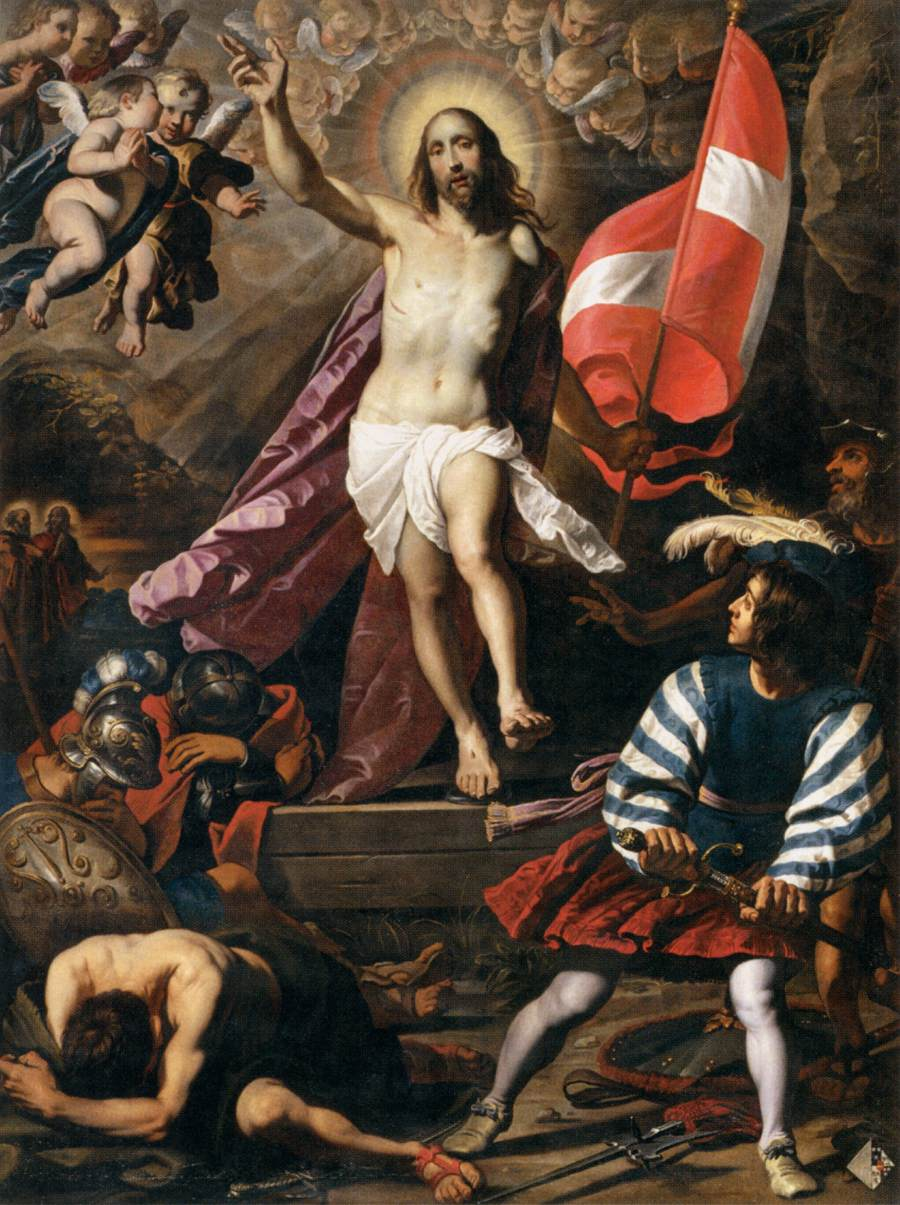
Вознесение Христа. Ок. 1620. Холст, масло. Лувр, Париж
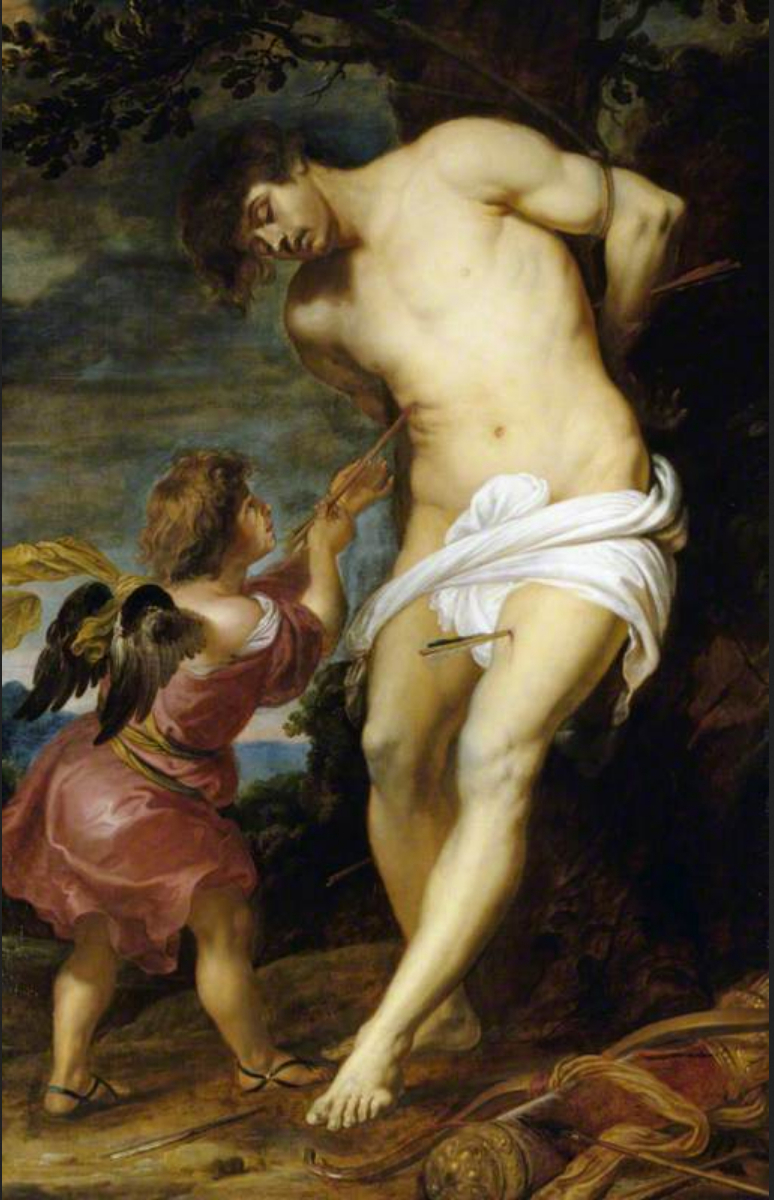
Святой Себастьян, утешаемый ангелом. Ок. 1630. Холст, масло. Национальное собрание, Великобритания
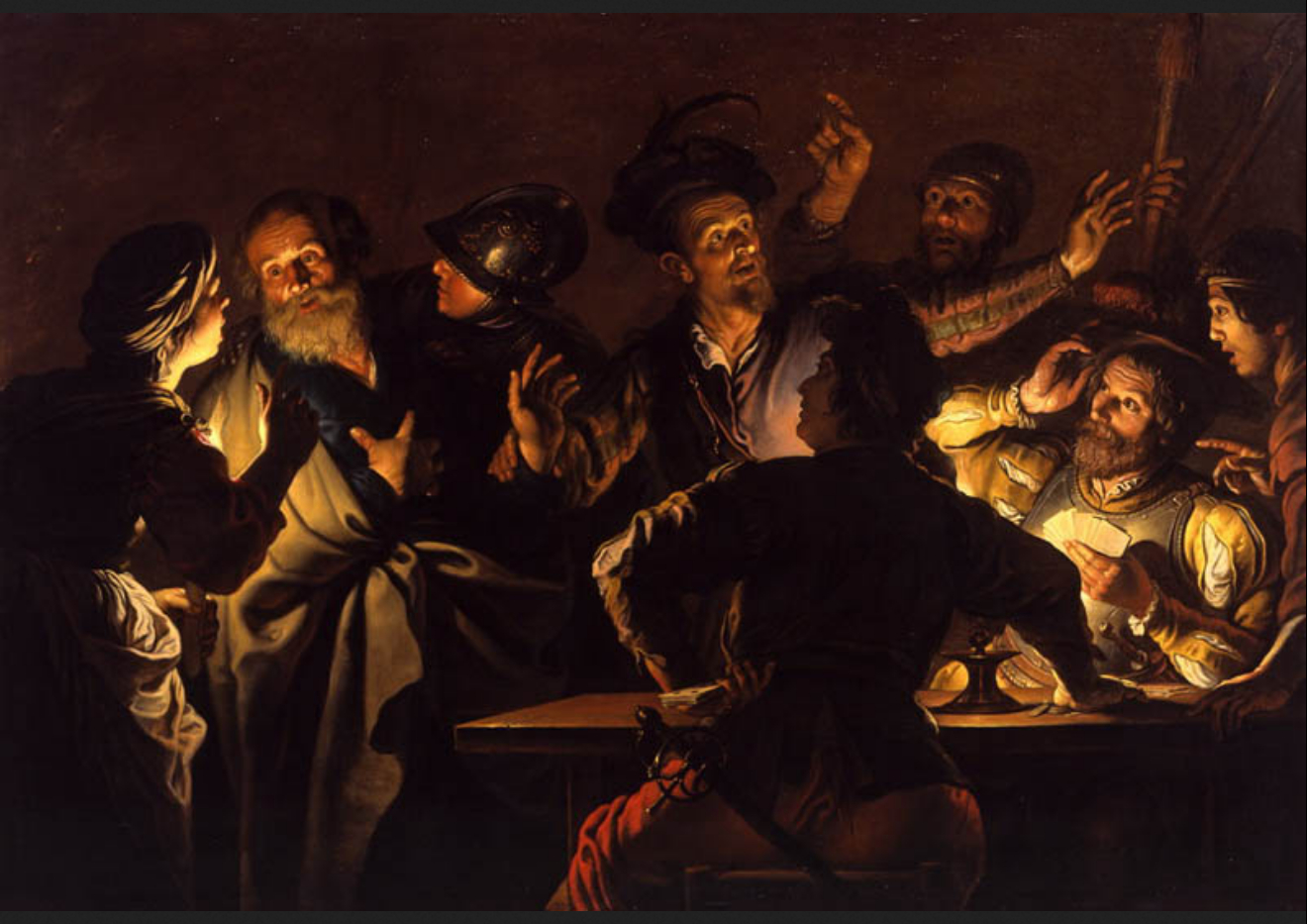
Отречение Петра. Между 1620 и 1625 гг. Холст, масло. Художественный музей Северной Каролины, США
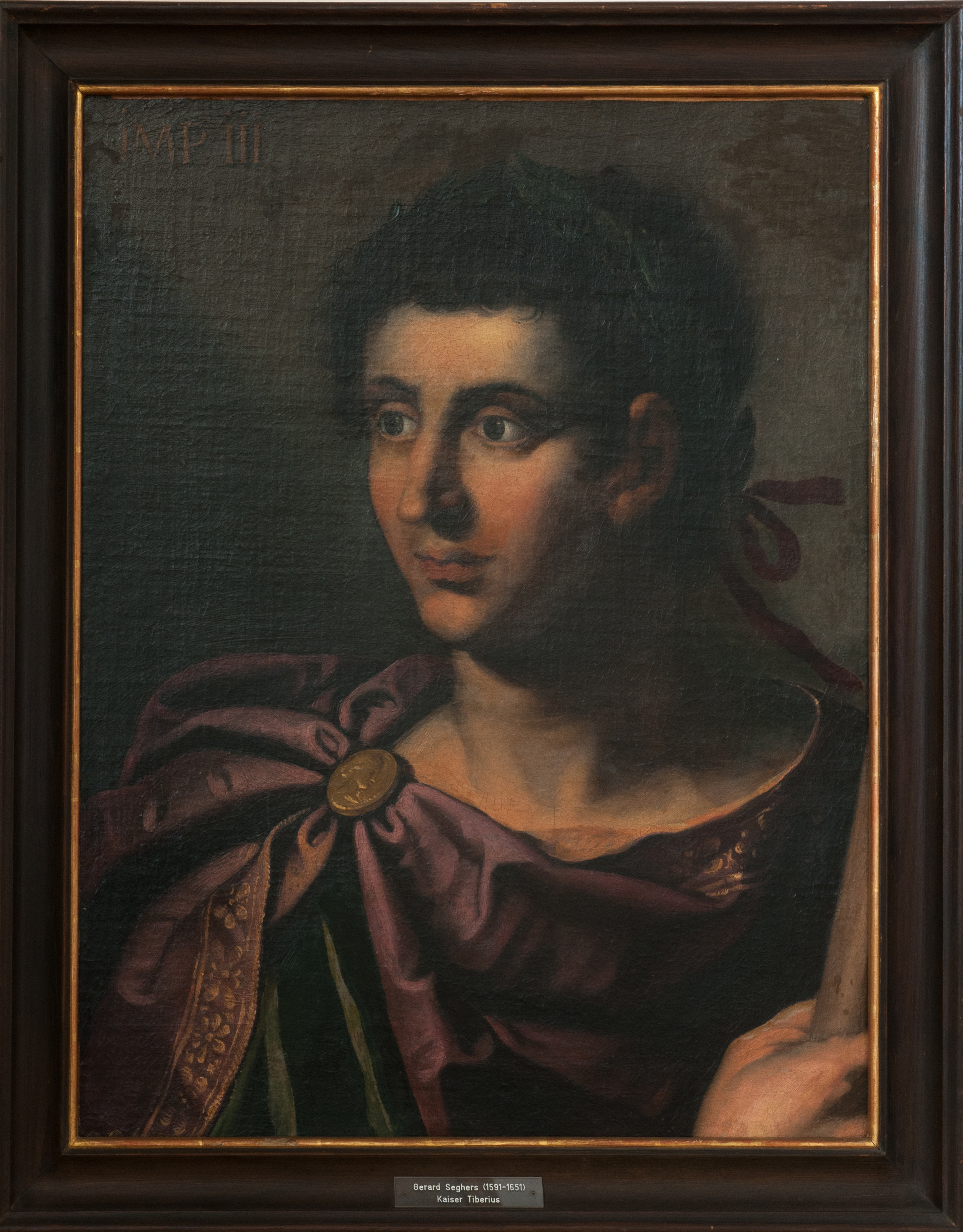
Император Тиберий. 1630-е гг. Холст, масло. Картинная галерея, Потсдам
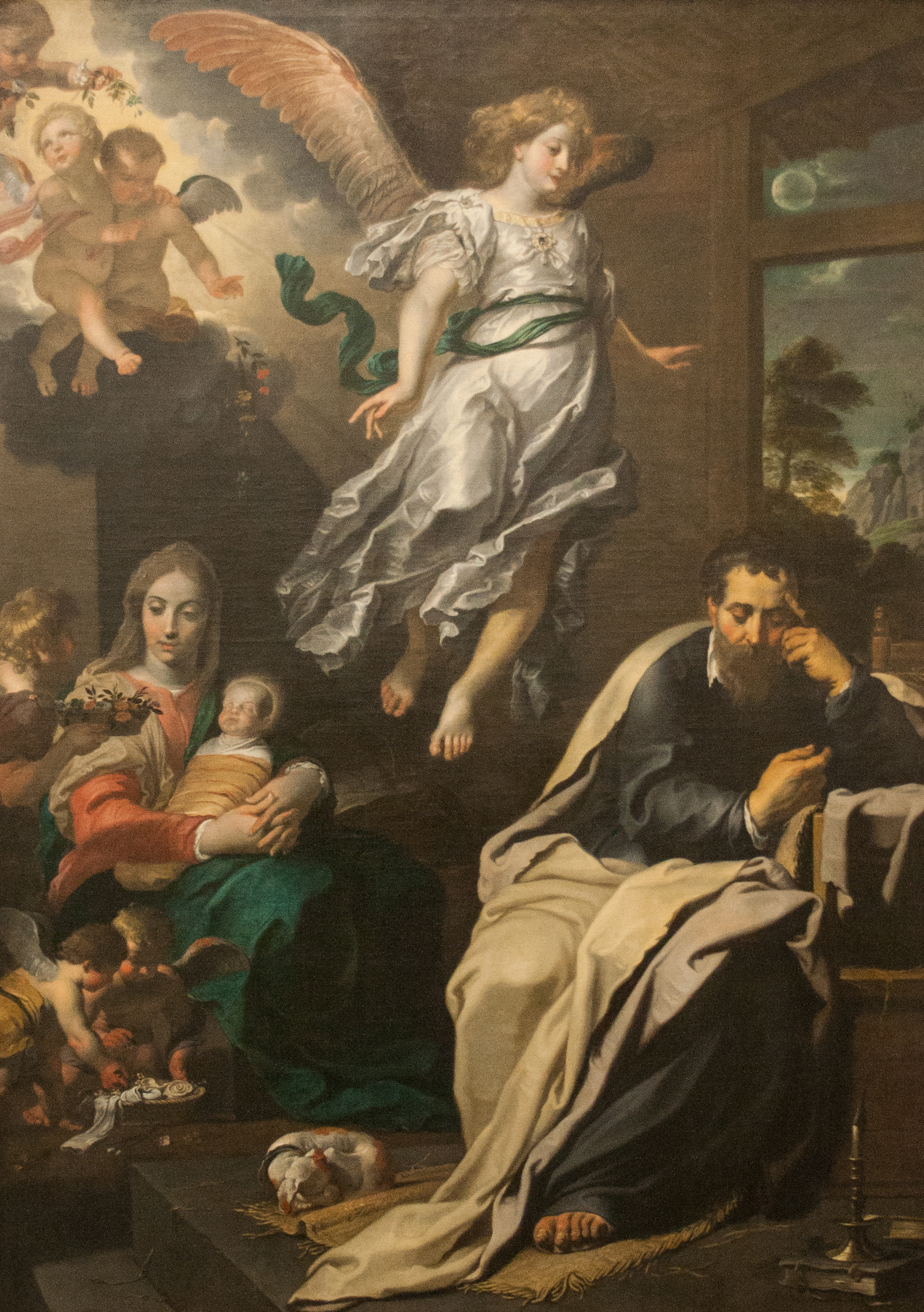
Сон Святого Иосифа. 1630-е гг. Холст, масло. Музей изящных искусств, Гент
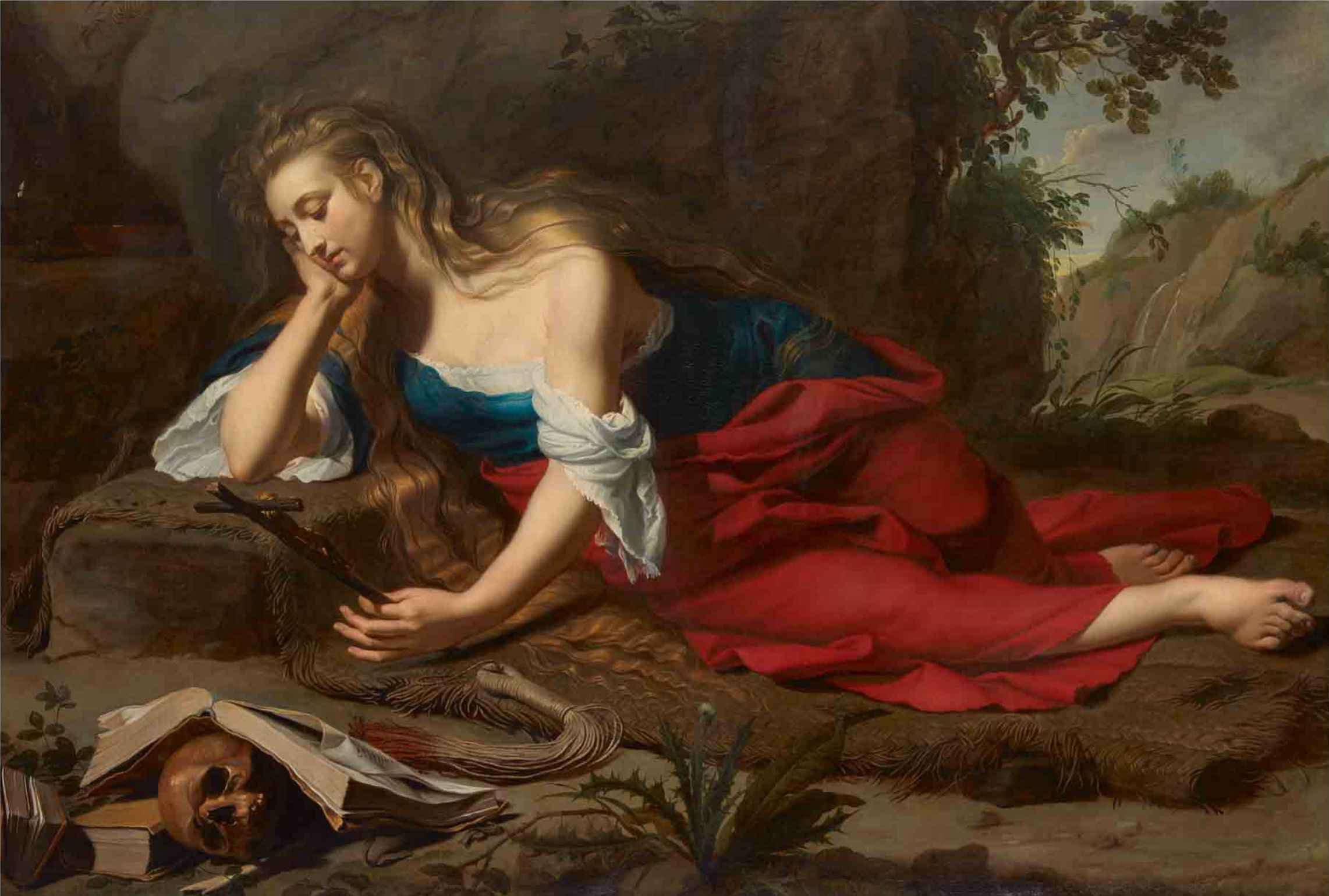
Кающаяся Магдалина. Между 1627 и 1630 гг. Холст, масло. Национальная галерея искусства, Вашингтон
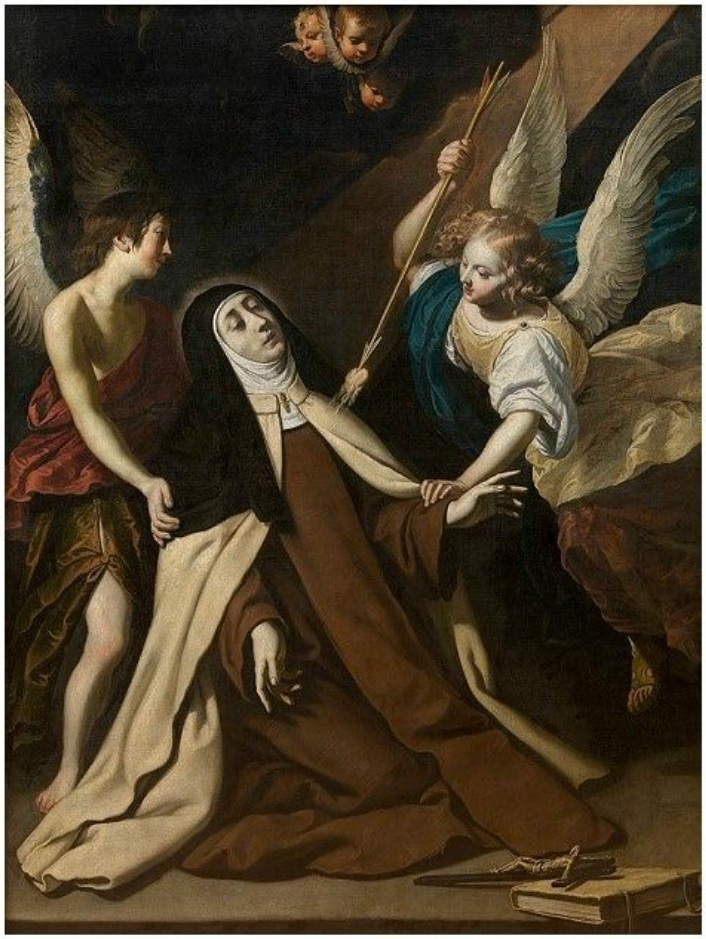
Экстаз Святой Терезы. Между 1609 и 1651 гг. Дерево, масло. Королевский музей изящных искусств, Антверпен